# Hampsonodes divisa
Hampsonodes divisa är en fjärilsart som beskrevs av Emilio Berio 1966. Hampsonodes divisa ingår i släktet Hampsonodes och familjen nattflyn. Inga underarter finns listade i Catalogue of Life.